# Le Fidèle Jean
Le Fidèle Jean (en allemand : Der treue Johannes) est un conte populaire de type ATU 516. Il figure depuis la 2e édition de 1819 dans les Contes de l'enfance et du foyer des frères Grimm et est codifié KHM 6. Dans la 2e édition, son titre était Der getreue Johannes (même sens).

## Résumé
Un roi mourant fait promettre à son fidèle serviteur Jean de s'occuper de l'éducation de son jeune fils comme un père adoptif, et de lui montrer toutes les pièces du château sauf la dernière, dans laquelle se trouve le portrait de la fille du roi au Toit d'or. Le fils du roi le force à enfreindre l'interdiction et, dès qu'il aperçoit le portrait, tombe évanoui devant la beauté de la princesse représentée. Il décide de risquer sa vie pour l'obtenir, et exige du fidèle Jean qu'il l'assiste. Celui-ci fait fondre tout l'or du trésor royal pour en faire de la vaisselle et des ustensiles précieux, qu'ils chargent sur un navire. Le prince et Jean, déguisés en marchands, parviennent dans la ville où vit la fille du roi au Toit d'or. Le fidèle Jean parvient à entraîner la princesse à bord du navire, sous prétexte de lui montrer les objets d'or. Le prince fait larguer les amarres, et la princesse ne réalise la situation qu'une fois en pleine mer. Le prince lui déclare son amour, que la princesse accepte.
Le fidèle Jean, assis à la proue, entend converser entre elles trois corneilles, dont il comprend le langage. La première évoque un cheval roux, qui emportera à jamais le prince si celui-ci le monte ; il sera sauvé s'il abat le cheval, mais celui qui l'en aura informé sera changé en pierre des orteils aux genoux. La seconde parle d'une chemise de marié qui brûlera le prince s'il la porte : celui qui le lui dira sera changé en pierre des genoux jusqu'au cœur. La troisième annonce que la jeune reine tombera comme morte en dansant à son mariage : il faudra tirer trois gouttes de sang de son sein droit et les recracher pour la faire revivre, mais celui qui le dira au prince sera pétrifié des pieds à la tête.
Les événements annoncés se produisent, et le fidèle Jean s'interpose à chaque fois lui-même pour éviter le malheur. Il n'explique pas sa conduite étrange, ce qui lui vaut d'être suspecté et calomnié par les autres serviteurs. Le jeune roi prend sa défense, jusqu'à la scène du bal fatal : cette fois, il entre en colère et fait jeter son serviteur en prison, pour le faire pendre le lendemain.
Debout devant la potence, Jean explique enfin sa conduite. Le roi, ému, va le gracier, mais à ce moment Jean tombe, changé en pierre. Le roi et la reine, qui savent désormais ce qu'ils lui doivent, en restent inconsolables. La statue de pierre est placée dans la chambre à coucher royale.
Peu après, la reine donne naissance à des jumeaux. Un jour que le roi se lamente, seul devant la statue, sur le sort de son serviteur, la statue se met à parler, et lui dit que Jean revivra si le roi tranche la tête de ses enfants et enduit la statue de leur sang. Le roi hésite mais obéit : Jean se tient à nouveau, bien vivant, devant lui. Il replace aussitôt la tête des enfants sur leurs épaules, et ils se remettent à jouer comme si de rien n'était. Au retour de la reine, le roi, qui a caché Jean et les enfants dans une armoire, lui annonce qu'il sera possible de le ressusciter en sacrifiant leurs enfants. La reine est saisie d'effroi, mais considérant ce que Jean a fait pour eux, elle accepte. Le roi alors ouvre l'armoire, en fait sortir les enfants et le fidèle Jean, et lui explique toute l'aventure. Ils vivront désormais heureux jusqu'à leur mort.

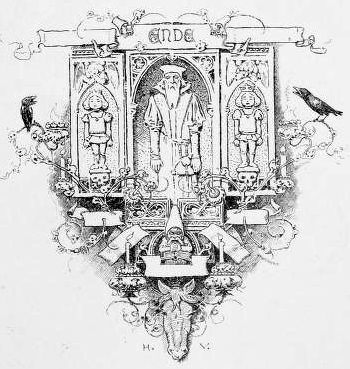
FIN
(Hermann Vogel)